# 阴裂
阴裂，也稱為維納斯裂縫，是女陰的一部份，是由二片大阴唇所分開的縱向縫隙。維納斯裂縫是得名自羅馬神話中的愛神維納斯。
若簡單的說明男性和女性外生殖器的差異，可以說男性外生殖器是凸起的，而女性外生殖器是凹陷的。女性外陰部是由二片有豐富脂肪組織的大陰唇所形成，當兩腳閉合的時候二片大陰唇貼緊，只看得到一條縱向的縫隙，因此稱為阴裂。在雙腿張開時，才能看到陰蒂、小阴唇及陰道口等外生殖器以及被大陰唇包覆住的尿道口。
人類女性陰蒂包皮及小陰唇伸入阴裂的程度不等。由於此多样性，以及在藝術及情色圖片上常常出現沒有突起的阴裂，因此進行陰唇整型術的比例開始增加。